# Megophrys minor
Megophrys minor es una especie de anfibios de la familia Megophryidae.

## Distribución geográfica
Se encuentra en el sur de la China, norte de Tailandia, norte de Vietnam y, posiblemente, en Bután, el extremo noreste de la India, norte de Laos y norte de Birmania.

## Estado de conservación
Se encuentra amenazada por la pérdida de su hábitat natural.